# Svensk tidskrift för musikforskning
Svensk tidskrift för musikforskning är en vetenskaplig tidskrift utgiven av Svenska samfundet för musikforskning. 
Tidskriften har utkommit årligen utan avbrott sedan 1919, vilket gör den till en av Europas äldsta obrutna musikvetenskapliga publikationer. Tidskriften mottar bidrag på de skandinaviska språken samt på engelska och tyska. Sedan 2014 bär den även det engelska namnet Swedish Journal of Music Research. 
Nuvarande huvudredaktör är sedan 2025 docent Jonas Lundblad. Biträdande redaktör med ansvar för recensionsavdelningen är universitetslektor Carl Holmgren. Ett vetenskapligt redaktionsråd samlar forskare från de nordiska länderna, samt från disciplinerna musikvetenskap, musikpedagogik och konstnärlig forskning. En digitalisering av tidskriftens historiska utgivning påbörjades omkring 2005 och avslutades 2021. Sedan 2023 sker publicering enbart via Internet, inom Kungliga bibliotekets tidskriftsplattform Publicera.